# Мак'юенсвілл (Пенсільванія)
Мак'юенсвілл (англ. McEwensville) — місто (англ. borough) в США, в окрузі Нортамберленд штату Пенсільванія. Населення — 293 особи (2020).

## Географія
Мак'юенсвілл розташований за координатами 41°4′20″ пн. ш. 76°49′8″ зх. д. / 41.07222° пн. ш. 76.81889° зх. д. (41.072324, -76.818762).  За даними Бюро перепису населення США в 2010 році місто мало площу 0,30 км², уся площа — суходіл.

## Демографія
Згідно з переписом 2010 року, у селищі мешкало 279 осіб у 107 домогосподарствах у складі 81 родини. Густота населення становила 921 особа/км².  Було 121 помешкання (399/км²).
Расовий склад населення:
| - 95,3 % — білих - 3,2 % — чорних або афроамериканців - 0,4 % — азіатів |

До двох чи більше рас належало 1,1 %. Частка іспаномовних становила 0,0 % від усіх жителів.
За віковим діапазоном населення розподілялося таким чином: 25,8 % — особи молодші 18 років, 62,0 % — особи у віці 18—64 років, 12,2 % — особи у віці 65 років та старші. Медіана віку мешканця становила 38,8 року. На 100 осіб жіночої статі у селищі припадало 108,2 чоловіків;  на 100 жінок у віці від 18 років та старших — 102,9 чоловіків також старших 18 років.
Середній дохід на одне домашнє господарство  становив 54 479 доларів США (медіана — 45 179), а середній дохід на одну сім'ю — 55 535 доларів (медіана — 45 750). За межею бідності перебувало 0,8 % осіб, у тому числі 0,0 % дітей у віці до 18 років та 0,0 % осіб у віці 65 років та старших.
Цивільне працевлаштоване населення становило 207 осіб. Основні галузі зайнятості: виробництво — 24,6 %, освіта, охорона здоров'я та соціальна допомога — 17,4 %, мистецтво, розваги та відпочинок — 16,9 %.